# Brian Wansink
Brian Wansink est un ancien chercheur et professeur américain qui a travaillé dans les domaines du comportement du consommateur et de la recherche marketing. Il a été directeur exécutif du Centre pour la politique et la promotion de la nutrition du Département de l'Agriculture des États-Unis.

## Biographie
Brian Wansink est professeur de marketing de l'Université Cornell et directeur du laboratoire sur l'alimentation et les marques.
De 2007 à 2009, il dirige le département de l'Agriculture américain, auquel il participe pour édicter des règles de bonne conduite alimentaire. 

### Accusation de fraude scientifique
Dès 2017, Nick Brown et d'autres chercheurs relèvent publiquement des anomalies sur des résultats. Quinze de ses articles ont été rétractés par des revues dont six en une seule journée par The Journal of the American Medical Association (JAMA). Après enquête, le comité de l'université Cornell conclut que Brian Wansink a commis des multiples fautes professionnelles dont  « la communication erronée de données de recherche, des techniques statistiques problématiques, le manque de documentation et de préservation des résultats de la recherche et une paternité inappropriée ».  
Brian Wansink démissionne de ses fonctions universitaires et nie toute fraude scientifique.